# Михайловский район (Волгоградская область)
Миха́йловский райо́н — административно-территориальная единица в составе Волгоградской области России. Образован в 1928 году. Административный центр — город Михайловка (в состав района не входит).
В рамках муниципального устройства на территории района (в границах упразднённого одноимённого Михайловского муниципального района) и города областного подчинения Михайловка с пгт Себрово было образовано единое муниципальное образование город Михайловка со статусом городского округа. Как административно-территориальная единица район сохранил свой статус.

## География

### Географическое положение
На 1 января 1936 года Михайловский район находился в северной части Сталинградской области и занимал территорию площадью 1358 км². Район граничил: на востоке — с Берёзовским и Раковским районами, на севере — с Калининским, на западе — с Кумылженским и на юге — с Сулимовским районами.
Район расположен в северо-западной части Волгоградской области, занимая территорию площадью 3,6 тыс. км². Район граничит: на севере — с Новоаннинским, Киквидзенским и Еланским районами, на востоке — с Даниловским, на юге — с Серафимовичским и Фроловским, на западе — с Кумылженским и Алексеевским районами.

### Климат
Климат континентальный с абсолютными температурами зимой −38°С, летом +41°С. Осадков выпадало 431 мм в год.

### Полезные ископаемые
Район богат полезными ископаемыми осадочного происхождения: нефтью и горючими газами, мелом, мергелем, песками, солями, фосфоритами и различными глинами. Разрабатывались крупные нефтегазовые месторождения — Абрамовское, Мироничевское, Витютневское; Михайловское и Себряковское месторождения мела, глин, песков, опок.

### Почвы
Почвенный покров представлен на севере района чернозёмами южными маломощными, на юге темно-каштановыми маломощными почвами тяжёлого механического состава.

### Гидрография
По территории района протекает река Медведица, располагаются живописные озёра, в том числе озеро Ильмень. Было разведано 10 месторождений подземных вод, из них 2 — для хозяйственно-питьевого водоснабжения, 7 — для орошения долголетних культурных пастбищ, 1 — минеральные подземные воды.

## История
Михайловский район был образован в 1928 году и вошёл в состав Хопёрского округа Нижне-Волжского края. Район был образован из Михайловской волости, Етеревской волости, Усть-Медведицкого округа полностью, а также из Арчадинской волости без хуторов: Орлинского, Игнатовского и Назаровского. На момент создания района в него входило 54 сельсовета. По данным Нижневолжского краевого статистического управления на 1928 год в Михайловском районе было 112 населённых пунктов.
25 декабря 1928 года распоряжением Хопёрского окрисполкома № 051/2, утверждённым ВЦИК, в Михайловском районе было ликвидировано 15 сельсоветов. На 12 февраля 1929 года в район входило 36 сельсоветов.
10 января 1934 года постановлением ВЦИК Нижневолжский край был разделён на Саратовский и Сталинградский края, а территория Михайловского района вошла в состав Сталинградского края.
В соответствии с постановлением ВЦИК от 25 января 1935 года, постановлением президиума Сталинградского краевого исполкома от 29 января 1935 года № 157 «О новой сети районов Сталинградского края и улусов Калмыцкой автономной области» Михайловский район был разукрупнён — сельские советы вошли во вновь образованные районы: 8 сельсоветов — в Раковский, 3 — в Сулимовский, 13 — в Калининский район. Таким образом, в районе осталось 12 сельсоветов. На 1 января 1936 года в районе было 42 населённых пункта.
Постановлением президиума Сталинградского краевого исполнительного комитета от 11 марта 1936 года № 666 три сельсовета Калининского района были переданы в административно-территориальный состав Михайловского района.
5 декабря 1936 года была образована Сталинградская область, а Михайловский район вошёл в её состав.
В 1939 году по данным областного статистического управления в Михайловском районе числилось 72 населённых пункта. На 1 апреля 1940 года в район входило 14 сельсоветов, а на 1 января 1955 года — 8 сельсоветов.
Указом Президиума Верховного Совета РСФСР от 1 февраля 1963 года и на основании решения Волгоградского облисполкома от 7 февраля 1963 года № 3/55 «Об укрупнении сельских районов и изменении подчинённости районов и городов Волгоградской области» в состав Михайловского района были переданы сельсоветы из соседних районов: 11 сельсоветов из Кумылженского района, по 3 — из Даниловского и Калининского районов, город Михайловка перешёл в областное подчинение. Сведения о дате передачи села Себрово в подчинение города отсутствуют, но на 1 января 1964 года село, до того входившее в Сидорский сельсовет, а ранее в Себровский сельсовет, в составе района не значится. С 1983 года Себрово становится рабочим посёлком в подчинении Михайловки.
На 1 января 1964 года по данным областного статистического управления Волгоградской области в Михайловском районе числилось 25 сельсоветов.
Решением Волгоградского облисполкома от 8 мая 1964 года № 7/296 территория Плотниковского сельсовета была перечислена из Котовского района в административное подчинение Михайловскому району.
Указом Президиума Верховного Совета РСФСР от 12 января 1965 года и на основании решения облисполкома от 18 января 1965 года № 2/35 из Михайловского района в состав Кумылженского было передано 11 сельских советов. На 1 мая 1965 года Михайловский район включал 15 сельсоветов.
Решением облисполкома от 31 декабря 1966 года № 30/775 из Михайловского района в состав Даниловского были переданы Плотниковский и Сергиевский сельсоветы.
На 1 января 1971 года в район входило 13 сельсоветов, а на 1 ноября 1988 года — 15 сельсоветов.
На основании закона Волгоградской области от 30 марта 2005 года № 1036-ОД, принятого областной Думойт 28 февраля 2005 года, «Об установлении границ и наделении статусом Михайловского района и Муниципальных образований в его составе» муниципальное образование Михайловский район был наделён статусом муниципального района с административным центром в городе Михайловка.
В соответствии с Законом Волгоградской области от 28 июня 2012 года № 65-ОД, принятым областной Думой 21 июня 2012 года, Михайловский муниципальный район был упразднён, а все сельские поселения были присоединены к городскому округу город Михайловка.

### Упразднение муниципального района
23 марта 2012 года мэр города Михайловки Геннадий Кожевников был отстранён от должности постановлением главы администрации Волгоградской области Сергея Боженова. Официальной причиной стало неисполнение мэром судебных решений. Вместе с тем, по мнению политолога Константина Глушенка, отставка Кожевникова может быть напрямую связана с «провалом» голосования на выборах президента 4 марта: за Владимира Путина в Михайловке проголосовало 45,98 % избирателей — это самый низкий показатель в регионе. Явка составила 58,6 %. После этого Сергей Боженов стал лоббировать проект по слиянию города и района. В начале мая в Михайловке прошли общественные слушания по этому поводу. Однако противникам планируемого объединения выступить на слушаниях не дали. В результате подавляющее большинство присутствующих, которые состояли в основном из сотрудников администраций и бюджетных учреждений, поддержали инициативу областных властей и местных чиновников. 14 июня Волгоградская областная Дума проголосовал за принятие в первом чтении законопроекта об объединении сельских поселений Михайловского района с городским округом город Михайловка. Против выступили депутаты КПРФ и «Справедливой России», депутат от Михайловского округа Андрей Химичев и председатель Михайловской районной думы Анатолий Антонцев.

#### Муниципально-территориальное устройство
На момент упразднения муниципального района в его состав входило 14 сельских поселений, объединявших 54 населённых пункта:
1. Арчединское сельское поселение (станица Арчединская, хутора Демочкин, Ильменский 1-й, Княженский 1-й, Княженский 2-й, Курин, Стойловский)
2. Безымянское сельское поселение (хутора Безымянка, Абрамов, Сухов 1-й, село Староселье)
3. Большовское сельское поселение (хутора Большой, Моховский)
4. Етеревское сельское поселение (станица Етеревская, хутора Большая Глушица, Ильменский 2-й)
5. Карагичевское сельское поселение (хутора Карагичевский, Крутинский, Фролов)
6. Катасоновское сельское поселение (хутора Катасонов, Зиновьев, Отруба, Сеничкин, Прудки)
7. Октябрьское сельское поселение (хутора Плотников 2-й, Веселый, Гришин, Мишин, Секачи)
8. Отрадненское сельское поселение (посёлок Отрадное, хутора Заполосный, Поддубный, Семеновод, Старореченский)
9. Раздорское сельское поселение (хутора Раздоры, Кукушкино, Субботин)
10. Раковское сельское поселение (хутора Сухов 2-й, Глинище, Черёмухов, Буров, железнодорожный разъезд Гурово)
11. Сенновское сельское поселение (хутора Сенной, Орлы)
12. Сидорское сельское поселение (село Сидоры, хутора Большой Орешкин, Малый Орешкин, Тишанка)
13. Совхозное сельское поселение (посёлок Реконструкция, хутора Большемедведевский, Маломедведевский, Страховский)
14. Троицкое сельское поселение (хутора Троицкий, Рогожин)

### Статус района
В рамках административно-территориального устройства области Михайловский район как административно-территориальная единица сохранил свой статус.

## Население
| 1939    | 1959    | 1970    | 1979    | 1989    | 2002    | 2009    |
| ------- | ------- | ------- | ------- | ------- | ------- | ------- |
| 38 623  | ↗56 223 | ↘32 742 | ↘28 416 | ↘25 112 | ↗25 978 | ↘24 786 |
| 2010    | 2012    | 2013    | 2014    | 2015    | 2016    | 2017    |
| ↗25 936 | ↘25 776 | ↘25 768 | ↘25 564 | ↘25 486 | ↘25 332 | ↘25 126 |
| 2018    | 2019    | 2020    | 2021    |         |         |         |
| ↘24 861 | ↘24 393 | ↘24 061 | ↘23 684 |         |         |         |

Всё население района — сельское (город Михайловка в него входил до 1963 года).

## Административное деление
Михайловский район, как административно-территориальная единица области, разделён на 15 сельсоветов:
1. Арчединский
2. Безымянский
3. Большовский
4. Етеревский
5. Карагичевский
6. Катасоновский
7. Октябрьский
8. Отрадненский
9. Раздорский
10. Раковский
11. Секачевский
12. Сенновский
13. Сидорский
14. Совхозный
15. Троицкий

В рамках городского округа город Михайловка сельсоветам соответствуют отделы сельских территорий Администрации городского округа.

### Населённые пункты
Сельсоветы района включают всего 54 сельских населённых пункта:
| №  | Населённый пункт   | Тип НП       | Население | Сельсовет     |
| -- | ------------------ | ------------ | --------- | ------------- |
| 1  | Абрамов            | хутор        | 278       | Безымянский   |
| 2  | Арчединская        | станица      | ↘1142     | Арчединский   |
| 3  | Безымянка          | хутор        | 1718      | Безымянский   |
| 4  | Большая Глушица    | хутор        | 105       | Етеревский    |
| 5  | Большемедведевский | хутор        | 114       | Совхозный     |
| 6  | Большой            | хутор        | 1630      | Большовский   |
| 7  | Большой Орешкин    | хутор        | 243       | Сидорский     |
| 8  | Буров              | хутор        | 5         | Раковский     |
| 9  | Веселый            | хутор        | 147       | Октябрьский   |
| 10 | Глинище            | хутор        | 55        | Раковский     |
| 11 | Гришин             | хутор        | 11        | Октябрьский   |
| 12 | Гурово             | ж.д. разъезд | 4         | Раковский     |
| 13 | Демочкин           | хутор        | 63        | Арчединский   |
| 14 | Етеревская         | станица      | 794       | Етеревский    |
| 15 | Заполосный         | хутор        | 13        | Отрадненский  |
| 16 | Зиновьев           | хутор        | 90        | Катасоновский |
| 17 | Ильменский 1-й     | хутор        | 245       | Арчединский   |
| 18 | Ильменский 2-й     | хутор        | 294       | Етеревский    |
| 19 | Карагичевский      | хутор        | 1331      | Карагичевский |
| 20 | Катасонов          | хутор        | 456       | Катасоновский |
| 21 | Княженский 1-й     | хутор        | 188       | Арчединский   |
| 22 | Княженский 2-й     | хутор        | 45        | Арчединский   |
| 23 | Крутинский         | хутор        | 221       | Карагичевский |
| 24 | Кукушкино          | хутор        | 39        | Раздорский    |
| 25 | Курин              | хутор        | 56        | Арчединский   |
| 26 | Маломедведевский   | хутор        | 30        | Совхозный     |
| 27 | Малый Орешкин      | хутор        | 100       | Сидорский     |
| 28 | Мишин              | хутор        | 211       | Октябрьский   |
| 29 | Моховский          | хутор        | 528       | Большовский   |
| 30 | Орлы               | хутор        | 324       | Сенновский    |
| 31 | Отрадное           | посёлок      | 1889      | Отрадненский  |
| 32 | Отруба             | хутор        | ↗255      | Катасоновский |
| 33 | Плотников 2-й      | хутор        | 1088      | Октябрьский   |
| 34 | Поддубный          | хутор        | 145       | Отрадненский  |
| 35 | Прудки             | хутор        | 62        | Катасоновский |
| 36 | Раздоры            | хутор        | 329       | Раздорский    |
| 37 | Реконструкция      | посёлок      | 1272      | Совхозный     |
| 38 | Рогожин            | хутор        | 417       | Троицкий      |
| 39 | Секачи             | хутор        | 653       | Октябрьский   |
| 40 | Семеновод          | хутор        | 72        | Отрадненский  |
| 41 | Сеничкин           | хутор        | 265       | Катасоновский |
| 42 | Сенной             | хутор        | 1022      | Сенновский    |
| 43 | Сидоры             | село         | 2515      | Сидорский     |
| 44 | Старореченский     | хутор        | 181       | Отрадненский  |
| 45 | Староселье         | село         | 1001      | Безымянский   |
| 46 | Стойловский        | хутор        | 61        | Арчединский   |
| 47 | Страховский        | хутор        | 314       | Совхозный     |
| 48 | Субботин           | хутор        | 263       | Раздорский    |
| 49 | Сухов 1-й          | хутор        | 158       | Безымянский   |
| 50 | Сухов 2-й          | хутор        | 1379      | Раковский     |
| 51 | Тишанка            | хутор        | 12        | Сидорский     |
| 52 | Троицкий           | хутор        | 1659      | Троицкий      |
| 53 | Фролов             | хутор        | 67        | Карагичевский |
| 54 | Черемухов          | хутор        | 175       | Раковский     |